# Luigi Pieroni
Luigi Pieroni (Luik, 8 september 1980) is een gewezen Belgisch voetballer die bij voorkeur in de aanval speelde. Van 2004 tot 2008 kwam hij uit voor het Belgisch voetbalelftal, waarvoor hij 25 interlands speelde.

## Carrière
Luigi Pieroni brak door bij Excelsior Moeskroen in het seizoen 2003/04 en werd topscorer in de Belgische competitie, terwijl hij het seizoen daarvoor nog in Tweede Klasse speelde bij RFC de Liège. In de zomer van 2004 verhuisde hij naar AJ Auxerre, waar hij echter niet altijd een basisplaats had. Tijdens de winterstop in 2007 werd Pieroni getransfereerd naar Nantes, een staartploeg uit de Franse Ligue 1. In zijn debuutmatch tegen Nice maakte hij de winning goal voor de geel-groenen.
Op 30 januari 2008 werd bekendgemaakt dat Pieroni voor RSC Anderlecht tekende: de Brusselaars huurden Pieroni voor vijf maanden. Anderlecht bood Pieroni geen vast contract aan en de spits vertrok weer naar Frankrijk om bij Valenciennes te spelen.
Op 22 januari 2010 haalde KAA Gent de 29-jarige Pieroni op definitieve basis terug naar België. Pieroni ondertekende een contract voor tweeënhalf jaar bij Gent. Amper zes maanden later, op 30 juli 2010, ondertekende Pieroni een contract van twee seizoenen (met optie op een extra seizoen) bij Standard Luik. Pieroni moest in Luik het vertrek van Dieumerci Mbokani, Jovanović en Igor De Camargo opvangen. Na Standard speelde hij nog in Frankrijk.
In augustus 2013 moest hij noodgedwongen stoppen met voetballen omdat hij herhaaldelijk last had van flebitis.

## Statistieken
| Club                    | Seizoen | Competitie           | W   |    |
| ----------------------- | ------- | -------------------- | --- | -- |
| RFC de Liège            | 2002/03 | Tweede klasse        | 23  | 14 |
| Excelsior Moeskroen     | 2003/04 | Jupiler League       | 30  | 28 |
| AJ Auxerre              | 2004/05 | Ligue 1              | 30  | 6  |
| AJ Auxerre              | 2005/06 | Ligue 1              | 33  | 12 |
| AJ Auxerre              | 2006/07 | Ligue 1              | 17  | 3  |
| FC Nantes               | 2006/07 | Ligue 1              | 14  | 1  |
| → RC Lens (huur)        | 2007/08 | Ligue 1              | 11  | 2  |
| → RSC Anderlecht (huur) | 2007/08 | Jupiler League       | 12  | 3  |
| Valenciennes FC         | 2008/09 | Ligue 1              | 10  | 2  |
| Valenciennes FC         | 2009/10 | Ligue 1              | 2   | 0  |
| KAA Gent                | 2009/10 | Jupiler League       | 6   | 2  |
| Standard Luik           | 2010/11 | Jupiler League       | 17  | 2  |
| AC Arles-Avignon        | 2011/12 | Ligue 2              | 18  | 3  |
| AC Arles-Avignon        | 2012/13 | Ligue 2              | 3   | 0  |
| → Paris FC (huur)       | 2012/13 | Championnat National | 0   | 0  |
| Totaal                  | Totaal  | Totaal               | 221 | 76 |

## Trainerscarrière
Drie jaar na zijn spelersafscheid ging Pieroni aan de slag bij Standard Luik als jeugdtrainer. In juli 2019 werd hij assistent-trainer bij RFC Seraing, waar zijn ex-ploegmaat Christophe Grégoire hoofdtrainer was. Na diens vertrek bleef hij aan als assistent van Emilio Ferrera. Samen promoveerden ze in twee seizoenen tijd van Eerste klasse amateurs naar de Jupiler Pro League. Na de promotie verhuisde Pieroni, in navolging van Ferrera, naar KAA Gent. Terwijl Ferrera hoofd van de jeugdopleiding werd, ging Pieroni er aan de slag als trainer van de U16, een job die aanvankelijk voor Nicolas Lombaerts bestemd was.
In 2020 ging hij ook aan de slag als coördinator bij de Emilio Ferrera Academy.
Op 16 november 2021 werd Pieroni assistent-trainer van Marc Wilmots bij het Marokkaanse Raja Casablanca.